# Stående udvalg
 Denne artikel omhandler overvejende eller alene danske forhold. Hjælp gerne med at gøre artiklen mere almen.
Stående udvalg er en betegnelse for de faste udvalg, som en parlamentarisk, folkevalgt forsamling har nedsat under sig til at varetage opgaver indenfor afgrænsede områder af den pågældende forvaltning. De stående udvalg er permanente gennem hele valgperioden, og sammensætningen af dem afspejler som oftest sammensætningen af den folkevalgte forsamling. 

## Udvalgsformænd
I kommunerne har udvalgsformændene ofte den faktiske politiske ledelse af de sagsområder, der hører under udvalget. Det er borgmesteren og kommunaldirektøren har ansvaret for den administrative ledelse. Udvalgsformændene er ofte fastlønnede deltidspolitikere, der aflønnes med en vis procentdel af en borgmesterløn. 
Fra 1970 til 2006 havde amterne det samme system med indflydelsesrige udvalgsformænd.

## Stående udvalg i kommunerne
Så godt som alle kommuner har et økonomiudvalg, der mellem byrådets møder foretager den løbende behandling af sager, der har med kommunens økonomiske rammer at gøre, ligesom udvalget behandler de fleste forslag, der kommer på byrådets/kommunalbestyrelsens dagsorden. Mange steder består økonomiudvalget af borgmesteren, der er født formand samt udvalgsformænd (i Odense og Aalborg rådmænd og i København borgmestre), men ud over disse kan økonomiudvalget også have 'almindelige' byrådsmedlemmer som medlem.
Der er intet formelt krav om, at kommunerne skal have et bestemt antal stående udvalg – faktisk kan kommunerne vælge et såkaldt udvalgsløst styre, hvor alle sager behandles i byrådet/kommunalbestyrelsen. Det vil dog ofte være uhensigtsmæssigt grundet arbejdsbyrden.
De fleste kommuner har som minimum:
- Et udvalg vedr. folkeskoler, børnepasning m.v. – ofte benævnt skoleudvalget eller børne- og ungeudvalget
- Et udvalg vedr. miljø, trafik, byudvikling m.v. – ofte benævnt miljø- og teknikudvalget
- Et udvalg vedr. kultur, biblioteker, teatre m.v. – ofte benævnt kulturudvalget
- Et udvalg vedr. socialområdet, pensioner, ydelser m.v. – ofte benævnt socialudvalget
- Et udvalg vedr. arbejdsmarkedsområdet, aktivering m.v. – ofte benævnt beskæftigelsesudvalget eller arbejdsmarkedsudvalget
- Et udvalg vedr. ældre og handicappede – ofte benævnt ældre- og handicapudvalget

Eksempler på andre udvalg er: Integrationsudvalg, landdistriktudvalg, biblioteksudvalg, sundhedsudvalg.
Der er i princippet intet loft over, hvor mange udvalg, en kommune kan nedsætte – det kræver blot en ændring af kommunenns styrelsesvedtægt, som dog skal godkendes af Indenrigsministeriet. Daværende borgmester Peter Brixtofte var kendt for at have nedsat mange udvalg i Farum Kommune, hele 13 i alt, blandt andet et idrætsudvalg. Det normale er imidlertid omkring seks udvalg.
Ofte vil det være sådan, at kommunens organisatoriske opdeling svarer til udvalgene, således, at der f.eks. også i kommunen findes en skoleforvaltning, en miljø- og teknikforvaltning osv.
I lighed med udvalgene i Folketinget afspejler sammensætningen af udvalgene i kommunerne som oftest byrådets/kommunalbestyrelsens sammensætning, dog ser man undertiden, at oppositionen 'får lov' til at have flertal i et enkelt af de stående udvalg. 
De stående udvalg i en kommune kan suppleres af et eller flere midlertidige udvalg med en særlig defineret og ofte midlertidig opgave, såkaldte §17, stk. 4-udvalg.

## Historiske kommunale udvalg
Helt frem til 1980'erne havde de vigtigste kommunale fagudvalg rødder tilbage til 1800-tallet. Dette gjaldt for:
- Skole- og kulturudvalget (med arbejdsopgaver fra skolekommissionen).
- Socialudvalget (med arbejdsopgaver fra fattigkommissionen).
- Teknik- og Miljøudvalget (med arbejdsopgaver fra vejkommissionen).

## Stående udvalg i regionerne
Landets regioner kan ikke på samme måde som kommunerne nedsætte stående politiske udvalg, som man kender det fra kommunerne. Det eneste stående udvalg, som de fem regioner må have, er forretningsudvalget, der består af 11-19 medlemmer samt en 1. og en 2. næstformand. Regionsrådsformanden er født formand for forretningsudvalget. 
Det er muligt for regionsrådet at nedsætte særlige udvalg med forberedende og rådgivende funktioner, men disse kan ikke få karakter af stående udvalg.

## Stående udvalg i Folketinget
Hovedartikel: Folketingets udvalg
Folketinget nedsætter efter hver folketingsvalg 25 stående udvalg, som har til formål at forberede og behandle lovforslag.